# Gmina Łochów
Die Gmina Łochów ist eine Stadt-und-Land-Gemeinde im Powiat Węgrowski der Woiwodschaft Masowien in Polen mit mehr als 17.800 Einwohnern. Ihr Sitz ist die gleichnamige Stadt mit etwa 6.800 Einwohnern.

## Geographie

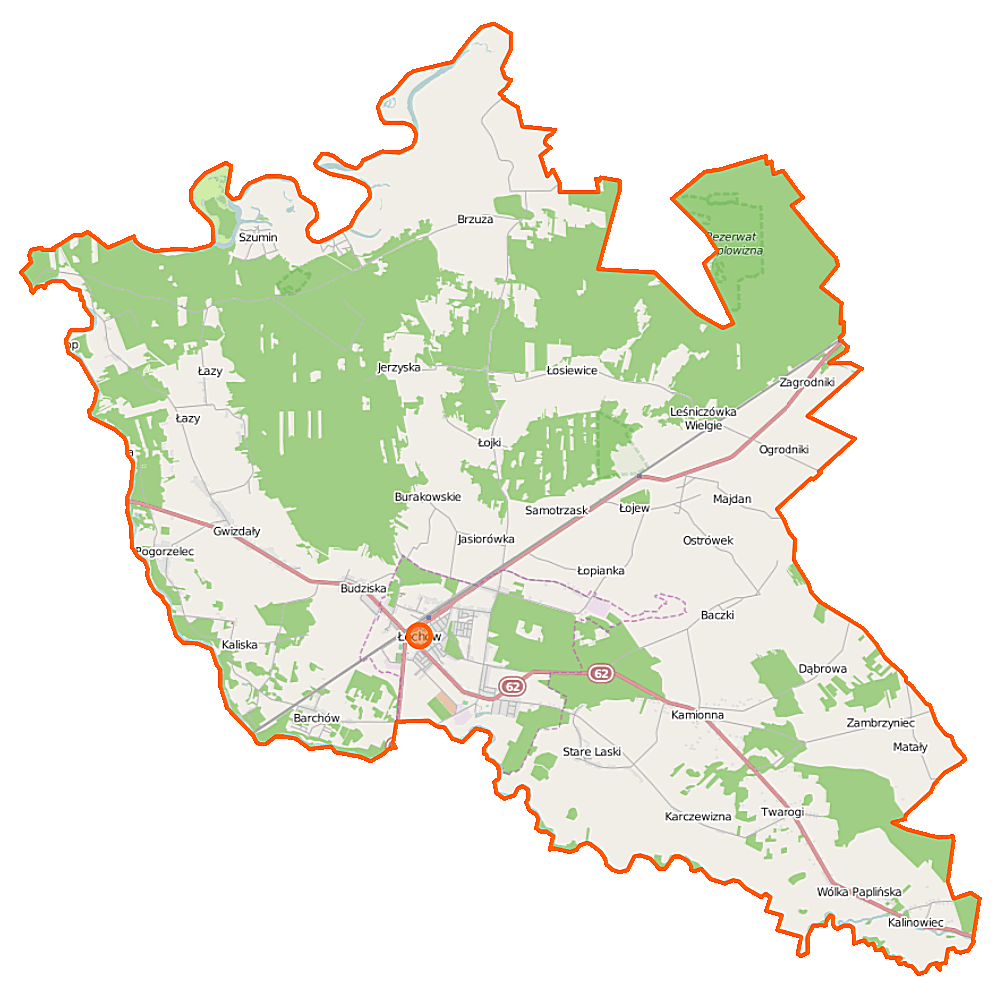
Karte der Landgemeinde

Die Gemeinde liegt im Osten der Woiwodschaft. Warschau liegt sechzig Kilometer südwestlich, Siedlce etwa fünfzig Kilometer südöstlich. Die Stadt Węgrów, Sitz des Powiats, liegt zwanzig Kilometer südöstlich. Die Nachbargemeinden sind im Powiat Węgrowski Sadowne im Nordosten, Stoczek im Osten, Korytnica im Südosten, im Powiat Wołomiński Jadów im Südwesten, im Powiat Wyszkowski Wyszków im Westen und Brańszczyk im Norden.
Der Fluss Bug berührt den Norden der Gemeinde.

## Verwaltungsgeschichte
Eine Landgemeinde Łochów bestand im russisch kontrollierten Weichselland. Im Jahr 1954 wurde die Landgemeinde in Gromadas aufgelöst, aber 1973 wieder gebildet. Im Jahr 1969 erhielt Łochów die Stadtrechte. Im Jahr 1975 wurde der Powiat aufgelöst und die Gemeinden kamen von der Woiwodschaft Warschau zur Woiwodschaft Siedlce. Stadt- und Landgemeinde wurden 1990/1991 zur Stadt-und-Land-Gemeinde zusammengelegt. Zum 1. Januar 1999 kam die Gemeinde wieder zum Powiat Węgrowski und zur Woiwodschaft Masowien.

## Gliederung
Zur Stadt- und Landgemeinde gehören neben der Stadt Łochów folgende 31 Dörfer mit einem Schulzenamt (sołectwo; mit Einwohnerzahlen vom 31. Dezember 2018):
Baczki (583)
Barchów (440)
Brzuza (424)
Budziska (825)
Burakowskie (155)
Dąbrowa (120)
Gwizdały (623)
Jasiorówka (875)
Jerzyska (61)
Kalinowiec (157)
Kaliska (328)
Kamionna (515)
Karczewizna (142)
Laski (444)
Łazy (203)
Łojew (309)
Łojki (173)
Łopianka (380)
Łosiewice (273)
Majdan (155)
Matały (165)
Nadkole (56)
Ogrodniki (495)
Ostrówek (1621)
Pogorzelec (289)
Samotrzask (108)
Szumin (46)
Twarogi (274)
Wólka Paplińska (298)
Zagrodniki (281)
Zambrzyniec (169)
Kleine Weiler in den Wäldern der Gemeinde sind Gajówka Nadkole, Jerzyska-Gajówka, Kaczeniec, Łosiewice, Samotrzask und Zagrodniki.

## Denkmalgeschützte Sehenswürdigkeiten
- Pfarrkirche in Kamionna, 1904–1909 und 1927 errichtet[3]
- Herrenhaus in Kamionna, 19. Jahrhundert[4]
- Holzkirche in Łochów, 1932 errichtet[5]
- Herrenhaus, Gutsgebäude und Park in Łochów, 19. Jahrhundert[6]
- Bahnhofsgebäude in Łochów, 1868 erbaut[7]
- Herrenhaus in Baczki, 1780 errichtet
- Villa in Julin bei Kaliska, 1910 errichtet[8]
- Wohnhaus Nr. 23 in Nadkole, 1890 erbaut

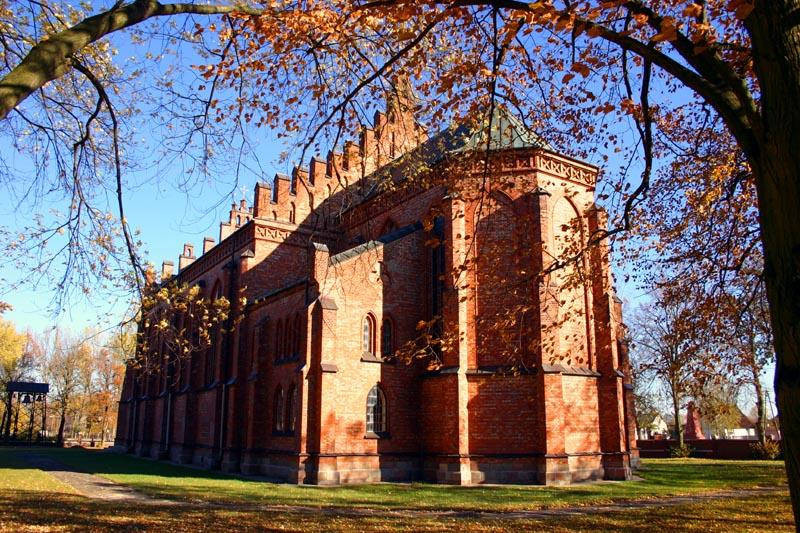
Pfarrkirche in Kamionna
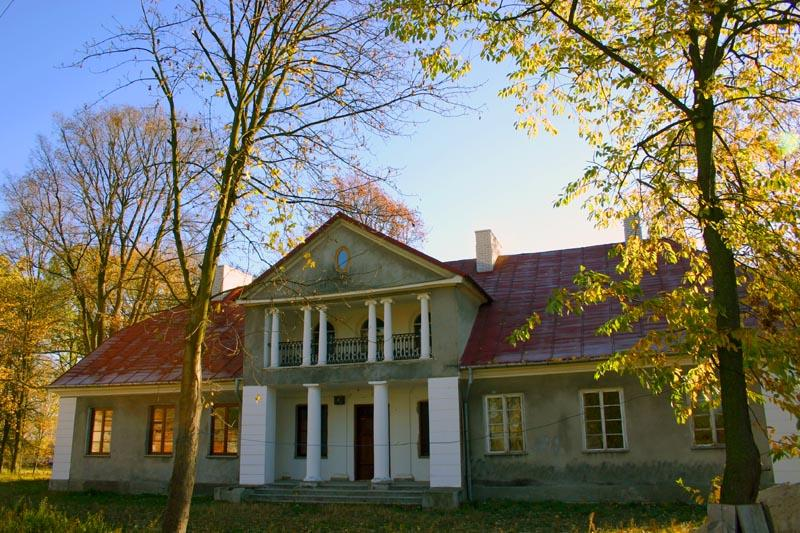
Herrenhaus in Kamionna
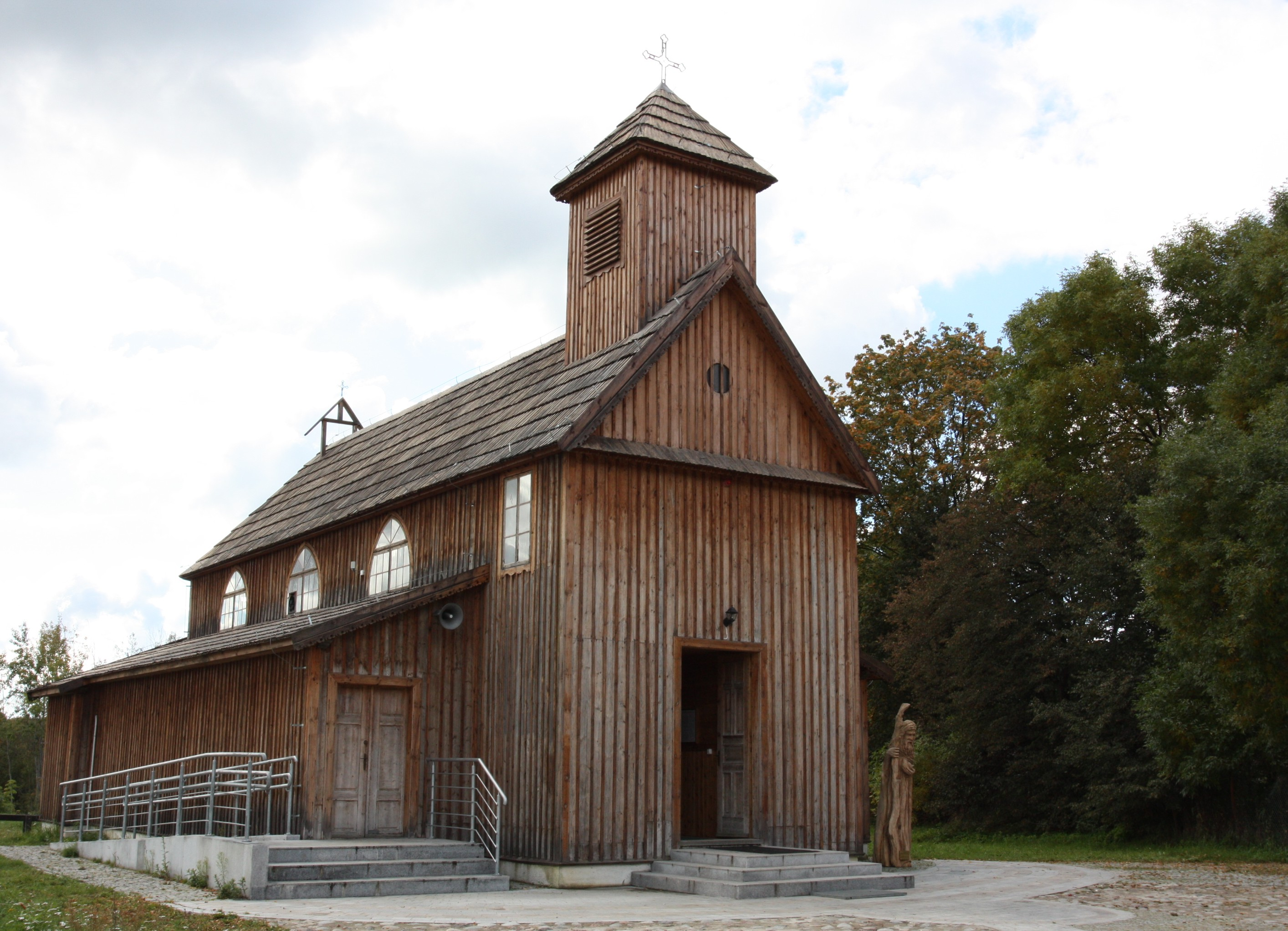
Holzkirche in Łochów
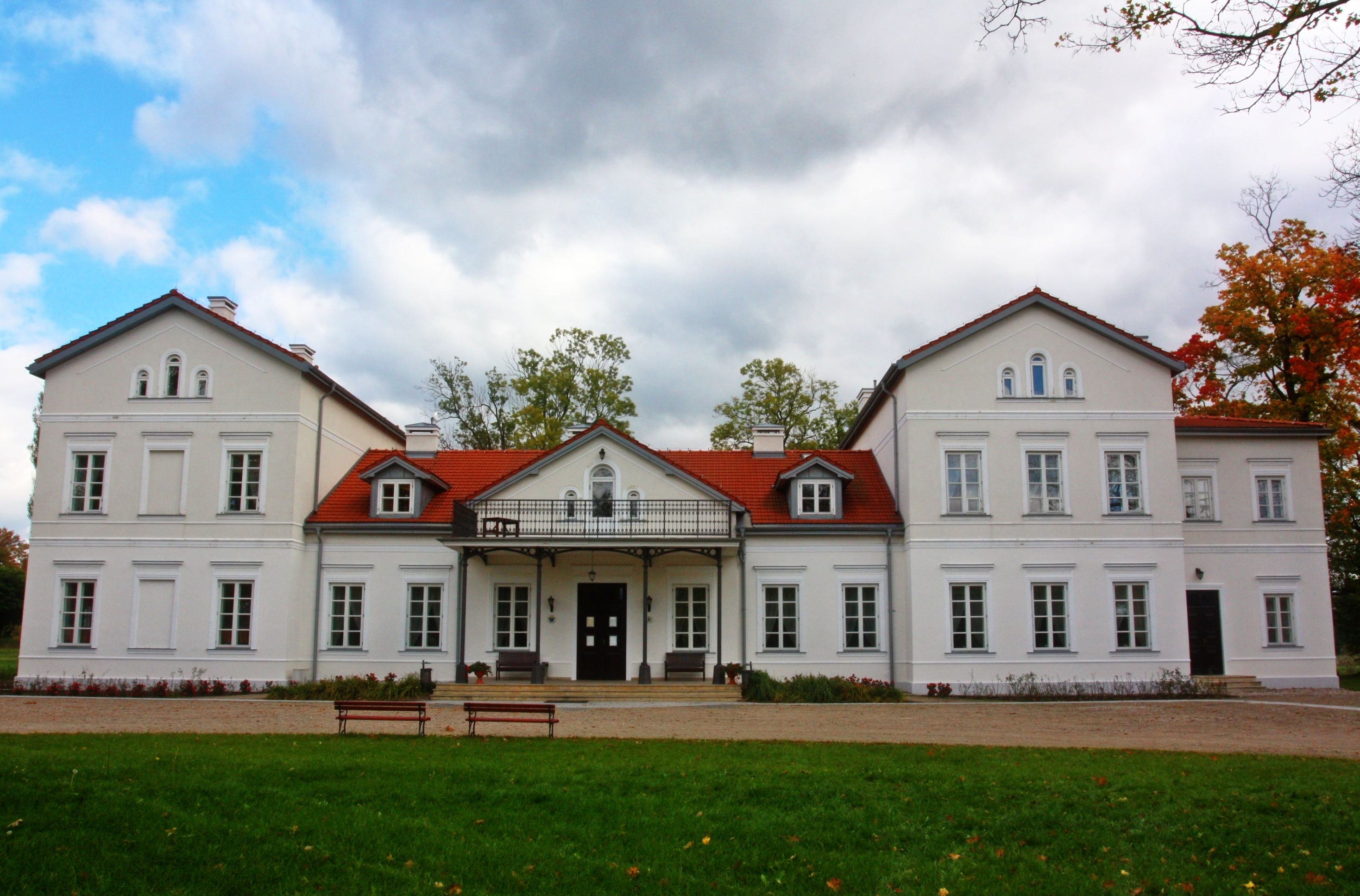
Herrenhaus in Łochów
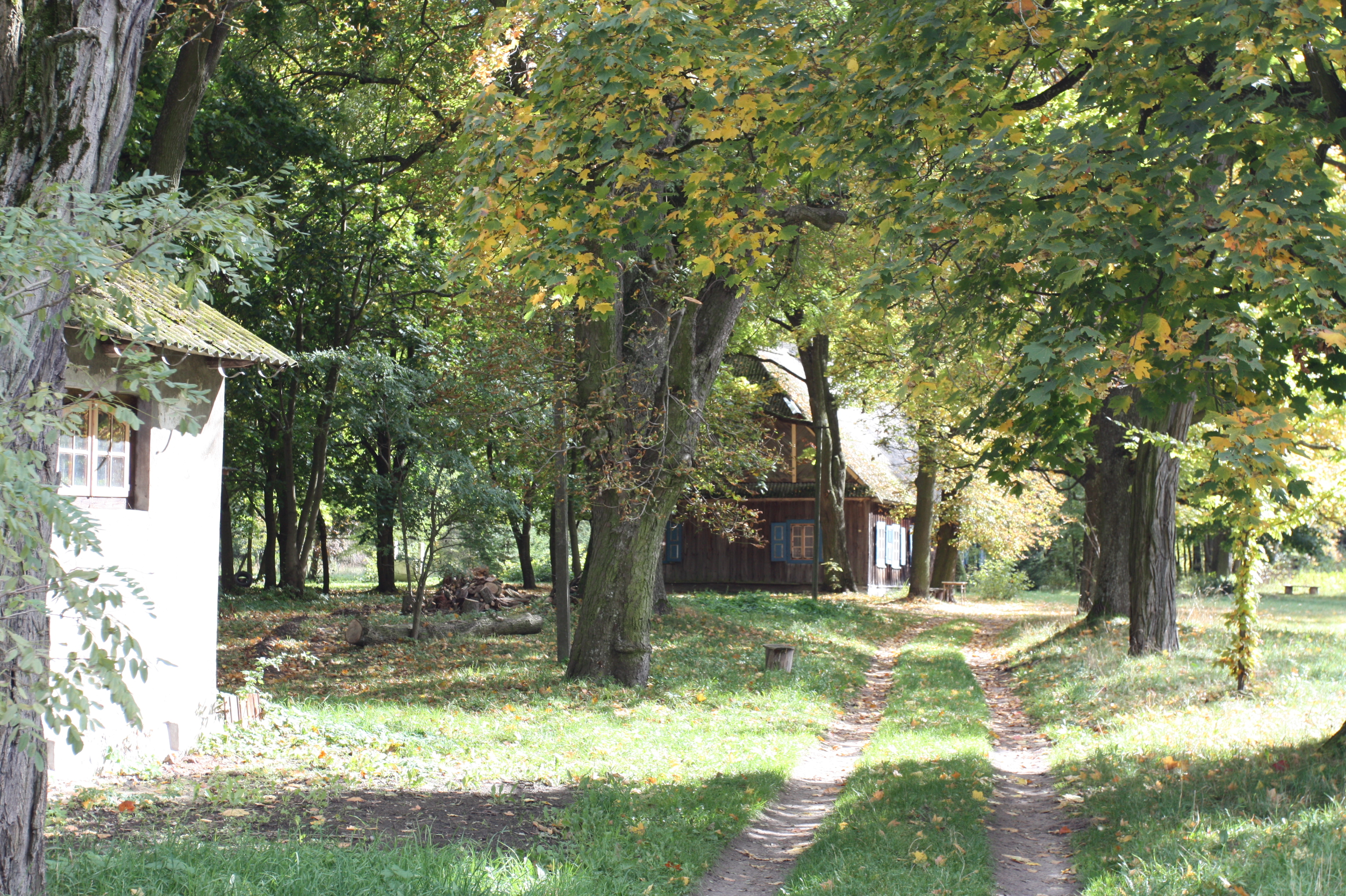
Herrenhaus in Baczki

## Verkehr
In der Stadt Łochów kreuzen sich die Landesstraße DK50 von Mińsk Mazowiecki nach Brok und die DK62, die von Strzelno über die Kreisstadt Węgrów nach Siemiatycze führt.
Die Bahnstrecke Zielonka–Kuźnica Białostocka der ehemaligen Petersburg-Warschauer Eisenbahn führt von Warschau über Białystok nach Belarus. Auf Gemeindegebiet bestehen die Stationen Barchów, Łochów mit Anbindung an das Intercitynetz der PKP sowie Ostrówek Węgrowski.
Der nächste internationale Flughafen ist Warschau.

## Persönlichkeiten
Der Fußballspieler Lukas Podolski (* 1985) heiratete im Juni 2011 in Kamionna kirchlich seine langjährige Freundin.